# Ogcodes insignis
Ogcodes insignis är en tvåvingeart som först beskrevs av Enrico Adelelmo Brunetti 1926.  Ogcodes insignis ingår i släktet Ogcodes och familjen kulflugor. Inga underarter finns listade i Catalogue of Life.